# Хаджи Ненчо Палавеев (булевард в Копривщица)
„Хаджи Ненчо Палавеев“ е булевард в град Копривщица, България.
Булевардът има направление север-юг. Източното платно започва при кръстовището му с пътя към новите гробища при бившия Приборостроителен завод „Антон Иванов“ и бившата мандра „Дядо Либен“ при река Тополница. Завършва на река Петрешка в Арнаут махала срещу Хаджи-Иванчова къща, точно където е била някога родната къща на Дончо Ватах войвода, а сега е чешмичката Арнаутец. Западното платно се отделя в началото при Аква парка и завършва при климатичния пансион и шосето за София, Кесяковите обори в Ламбовската махала. Между двете платна тече Тополница с крайречен парк „Тополница“.
В сградата на община Копривщица по настояване на инициативен комитет на 24 март 2025 г. се провежда среща-разговор с кмета на общината относно проточилия се ремонт на ВиК инфраструктурата на  бул. „Хаджи Ненчо Палавеев“. Дейностите по подмяна на водопровод и канализация и възстановяването на пътната настилка по централната пътна артерия на Копривщица започват още в края на 2022 г. Това трябва да стане най-късно до средата на 2023 г. Разпоредена е проверка и е установено, че фирмата изпълнител ще дължи неустойки за не спазените срокове по проекта към 2025 г.

## Галерия от обекти, разположени на булевард „Хаджи Ненчо Палавеев“
- Народно читалище „Хаджи Ненчо Д. Палавеев – 1869“
- Живият музей
- Булеварда е само една пътека
- Павликянска къща
- Класно училище в Копривщица 1989 – 2011
- Надежда Петренко и Иван Сиврев – паметник на Любен Каравелов
- Средно училище „Любен Каравелов“
- Арнаутец
- Кесякови обори
- Крайречен парк „Тополница“
- Моста на Крайречен парк „Тополница“
- Къщата на Иван Врачев
- Къща за гости „Астра“
- Хотел „Стоичковата къща“
- Механа „Ломева къща“
- Стенопис в Шулеви къщи
- Стенопис от Светлана Мухова в комплекса „20-ти април“
- Фрагмент от паметника на Иван Врачев
- Комплекс „20-ти април“
- Сегашен вид на Къща музей на Любен и Петко Каравелови
- Къщата на Цоко Будинов
- Кереков мост
- Мост на свободата
- Паметния надпис на Моста на свободата
- Къщата на учителя Петко Гаврилов (Хаджи-Гаврилова къща)
- Механа „Ломева къща“
- Керекова чешма 1751 г.
- Хаджи Никола-Тороманова къща
- Къща и килийно училище „Хаджи Геро Добрович-Мушек“
- Целодневна детската градина „Евлампия Векилова“
- Семеен хотел „Чучура“
- Пансион на ОбНС Копривщица
- Комплекс „20-ти април“
- Драгия-Драгийска къща – Механа „Дядо Либен“
- Посетителски център „Богдан“
- Книжарница „Ирисите“
- Хотел „Бащина къща“
- Аптеката
- Детски еко парк „Каравелов“ около 1965 г.
- Пейка в детски еко парк „Каравелов“ 2025 г.
- Туристическа спалня „Войводенец“
- Къщата на Брайко Хаджилуков
- Чешма „България“ пред бившата пивница „Здравец“
- Хаджи-Нейков мост между улица „Дончо Ватах войвода“ и булевард „Хаджи Ненчо Палавеев“
- Паметна плоча и чешма в чест на Йоаким, Георги, Веселин и Александър Груеви, пред Горското климатично училище „Антон Иванов“
- Кирил-Палавеева къща